# بير نيلسون (كاتب)
بير نيلسون (بالسويدية: Per Nilsson)‏ هو كاتب للأطفال وكاتب سويدي، ولد في 13 فبراير 1954 في مالمو في السويد.

## وصلات خارجية
- بير نيلسون على موقع IMDb (الإنجليزية)